# チャールズ・ダグラス＝ヒューム (第12代ヒューム伯爵)

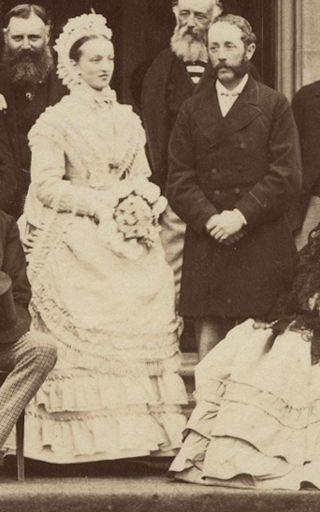
第12代ヒューム伯爵夫婦、1870年8月18日撮影。

第12代ヒューム伯爵チャールズ・アレクサンダー・ダグラス＝ヒューム（英語: Charles Alexander Douglas-Home, 12th Earl of Home KT TD、出生名チャールズ・アレクサンダー・ヒューム（Charles Alexander Home）、1834年4月11日 – 1918年4月30日）は、イギリスの貴族、政治家。1879年から1890年までベリックシャー統監を、1890年から1915年までラナークシャー統監を務めた。1841年から1881年までダングラス卿の儀礼称号を使用した。

## 生涯
第11代ヒューム伯爵コスパトリック・アレクサンダー・ヒュームと妻ルーシー・エリザベス（Lucy Elizabeth、旧姓モンタギュー＝スコット（Montagu-Scott）、1805年11月14日 – 1877年5月15日、第2代ボートンのモンタギュー男爵ヘンリー・モンタギュー＝スコットの長女）の息子として、1834年4月11日にザ・ヘイゼルで生まれた。1845年から1850年までイートン・カレッジで教育を受けた後、1852年7月6日にケンブリッジ大学トリニティ・カレッジに入学、1855年にM.A.の学位を修得した。
1852年2月25日、ラナークシャーの副統監に任命された。
1859年2月18日にラナークシャー・ヨーマンリー連隊の大尉に任命され、1866年4月10日に副隊長指揮官（Lieutenant-Colonel Commandant、軍階は中佐）に昇進した。同年8月25日、名誉隊長に任命された。1886年4月28日、大佐の名誉階級を与えられた。1887年6月21日にヴィクトリア女王のエー＝ド＝カン（副官）に任命され、1897年まで務めた。
1879年6月23日にベリックシャー統監に任命され、1890年3月4日までに辞任した後、1890年4月18日にベリックシャーの副統監に任命された。1890年2月1日にラナークシャー統監に任命され、1915年10月15日までに辞任した。
1877年に母が死去すると、「ダグラス」を姓に加えた。1881年7月4日に父が死去すると、ヒューム伯爵位を継承した。貴族院では保守党に属した。
1892年11月22日、キャメロニアンズ (スコッティッシュ・ライフルズ)第5志願兵大隊の隊長としてボランティア・オフィサーズ・デコレーションを授与された。1904年11月26日、同連隊の第3と第4志願兵大隊の名誉隊長に任命された。また、Royal Company of Archersでの軍職にも就き、1907年6月24日に中尉から大尉に昇進した。1899年7月3日、シッスル勲章を授与された。1910年1月4日、国防義勇軍勤続章を授与された。
1894年2月2日、グラスゴーの副統監に任命された。
1918年4月30日にザ・ヘイゼルで死去、5月3日に埋葬された。息子チャールズ・コスパトリック・アーチボルドが爵位を継承した。

## 家族
1870年8月18日、マリア・グレイ（Maria Grey、1849年2月23日 – 1918年5月25日、チャールズ・コンラッド・グレイの娘）と結婚、1男4女をもうけた。
- メアリー・エリザベス・マーガレット（1871年11月12日[20] – 1951年4月21日） - 1895年9月3日、ギルフォード卿リチャード・チャールズ・ミード（Richard Charles Meade, Lord Gillford、1905年10月14日没、第4代クランウィリアム伯爵リチャード・ミード（英語版）の長男）と結婚、子供あり[21]
- チャールズ・コスパトリック・アーチボルド（1873年12月29日 – 1951年7月11日） - 第13代ヒューム伯爵[21]
- ビアトリクス・ルーシー（1876年5月14日 – 1940年11月6日） - 1899年2月9日、第3代準男爵サー・ヘンリー・ハーバート・フィリップ・ダンダス（1930年2月5日没）と結婚、子供あり[20][21]
- マーガレット・ジェーン（1880年9月26日[20] – 1955年9月9日） - 1908年12月10日、第5代オーマスウェイト男爵レジナルド・ウォルシュ（1944年2月13日没）と結婚、子供あり[21]
- イソベル・シャーロット（Isobel Charlotte、1882年12月28日[20] – 1934年1月8日） - 生涯未婚[21]